# Martin Schiele

Martin Schiele

Georg Martin Schiele (* 17. Januar 1870 in Groß Schwarzlosen, Altmark; † 16. Februar 1939 in Suckow, Mecklenburg) war ein deutscher Politiker (Deutschkonservative Partei, DNVP, CNBL) und in der Weimarer Republik kurzzeitig Reichsinnenminister sowie zweimal Reichsernährungsminister.

## Leben und Beruf

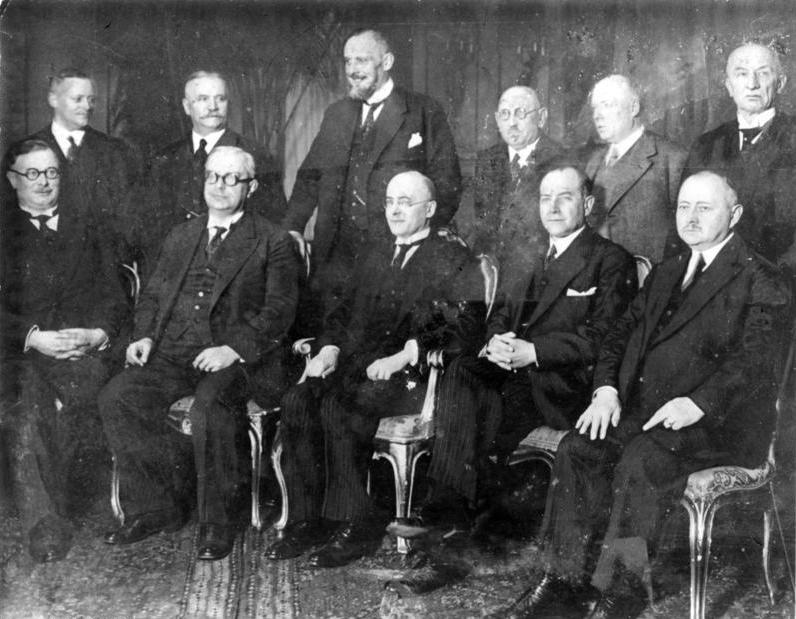
Das Kabinett Brüning I am 31. März 1930: stehend 2. von links Martin Schiele

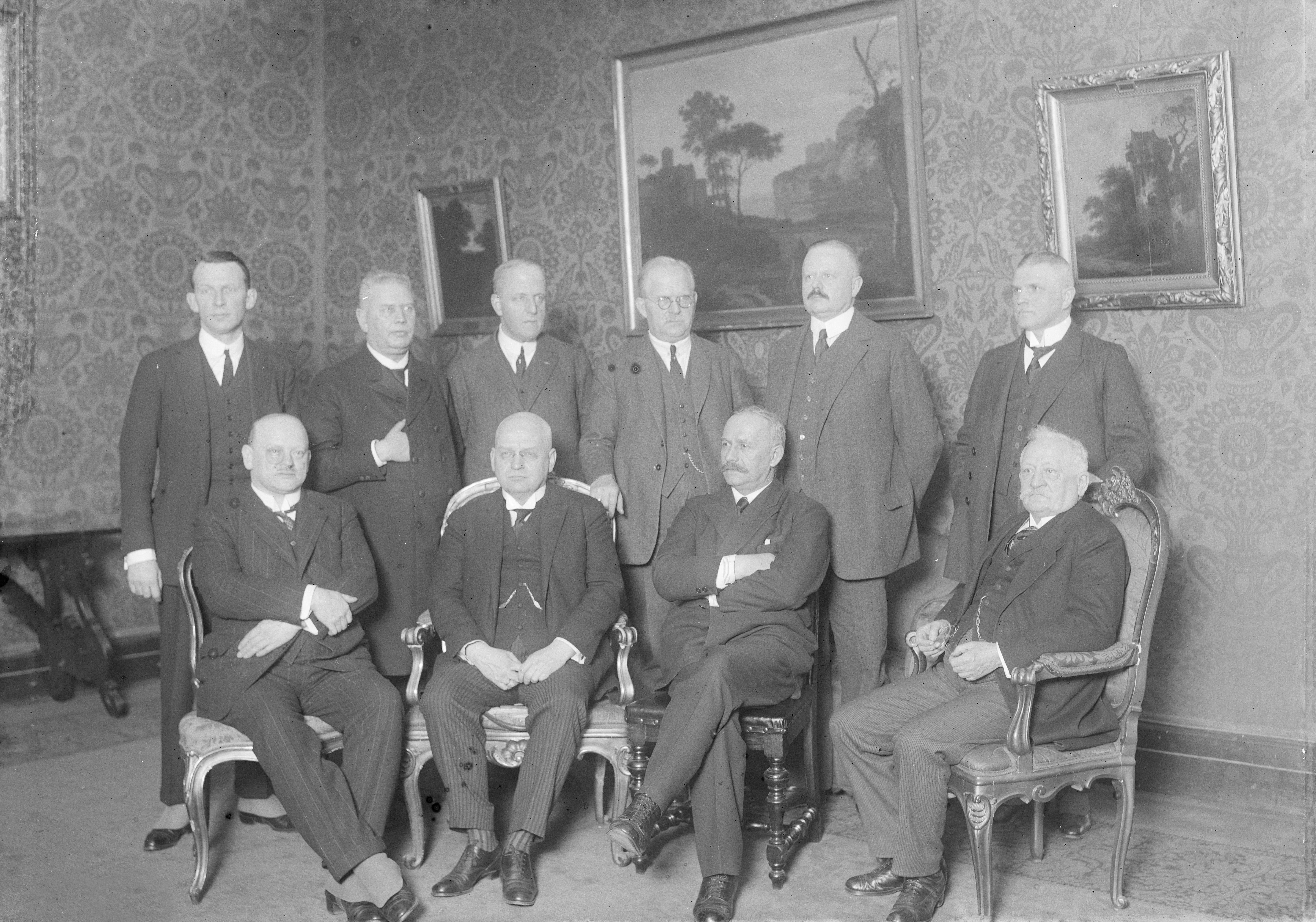
Martin Schiele im Kabinett Luther I (sitzend, 2. von rechts)

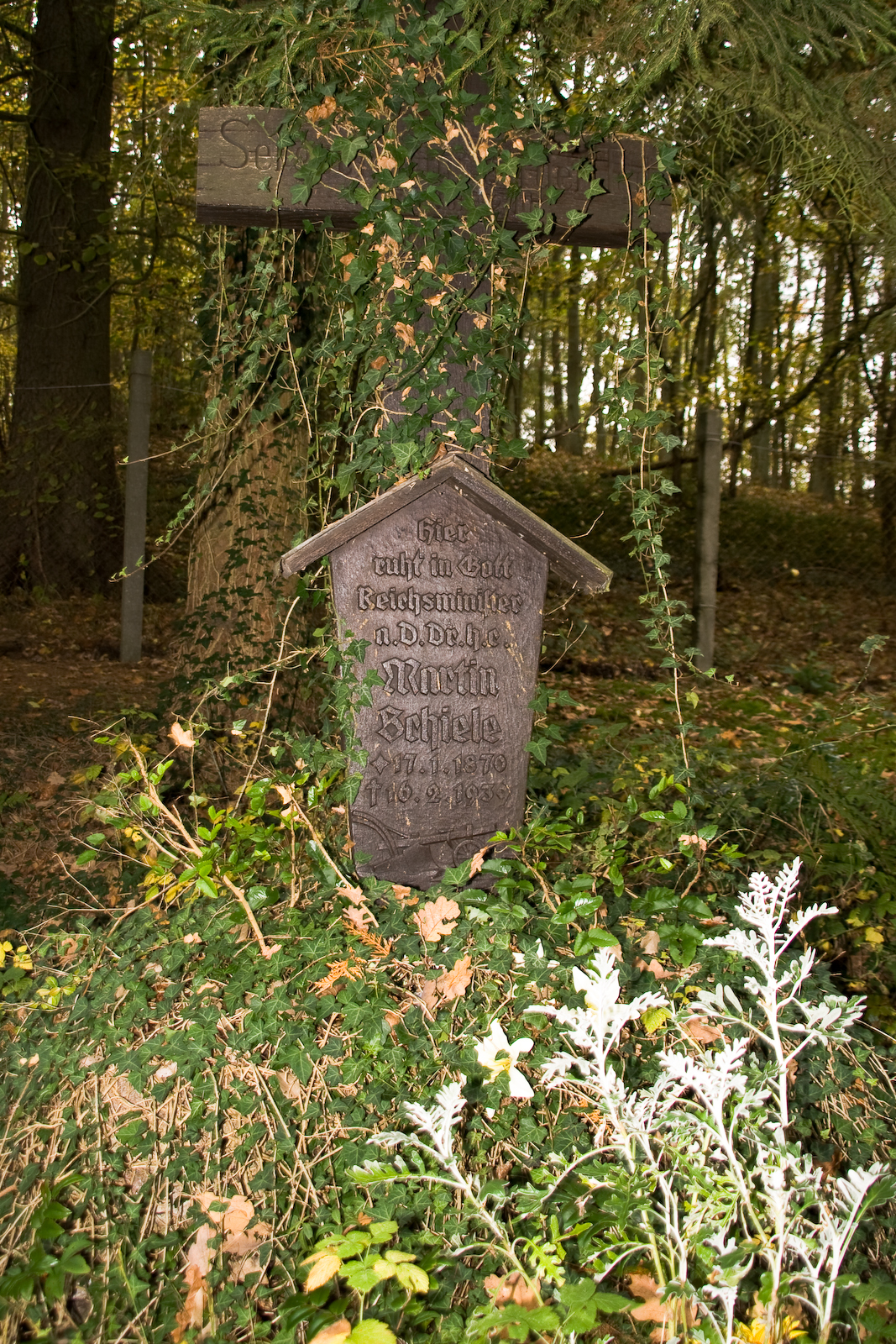
Grab von Martin Schiele

Martin Schiele kam als Sohn von Karl Wilhelm Albert Schiele und Hermine Marie Emilie Schiele, geborene Ölze, zur Welt. Er stammte aus einer Landwirtsfamilie, schon sein Vater war Ritterguts-Pächter. Er war evangelischen Glaubens. Nach seinem Abitur in Stendal und einer landwirtschaftlichen Ausbildung bewirtschaftete er ein Rittergut in Neu Schollene, das er gepachtet hatte und betätigte sich hier auch als Fabrikant. 1918 wurde das Ehepaar Besitzer der Ziegelei in Reckling, später auch in Neu-Schollene, wozu auch die Stärkefabrik in Neu-Molkenberg gehörte. 
Nach dem Kapp-Putsch reaktionärer Freikorps gegen die Reichsregierung wurde gegen ihn wegen aktiver Beteiligung daran ermittelt, das Verfahren wurde jedoch 1924 eingestellt. Am 14. Juli 1920 heiratete seine Tochter Erika den Pfarrersohn und Offizier Oberleutnant (später Generalleutnant und Ritterkreuzträger) Otto Joachim Lüdecke (1895–1971).
Von August 1928 bis Oktober 1930 war Schiele Präsident des Reichslandbundes, der Interessenvertretung der Landwirte im Deutschen Reich. Der Reichslandbund war von nationalkonservativen Großagrariern beherrscht, die ihn nach seinem Parteiwechsel zur eher kleinbäuerlichen Christlich-Nationalen Bauern- und Landvolkpartei zum Rücktritt zwangen. Als Vertreter des Reichslandbundes gehörte er zu den Organisatoren des Volksentscheides gegen den Young-Plan. Überdies war er Ehrendoktor der Landwirtschaft der Landwirtschaftlichen Hochschule Bonn-Poppelsdorf und Aufsichtsratsmitglied der Getreide-Industrie & Commission AG in Berlin.
Er starb in Berlin-Charlottenburg an einer Lebererkrankung.

### Familie
Am 24. Mai 1897 heiratete er Thekla Borchmann. Sie war Tochter des Ziegeleibesitzers  Hubert Borchmann. Am 14. Juli 1920 heiratete seine Tochter Erika (geb. 26. Januar 1899)) den Pfarrersohn und Offizier Oberleutnant (später Generalleutnant und Ritterkreuzträger) Otto Joachim Lüdecke (1895–1971).

## Parteien
Schiele war im Kaiserreich Mitglied der Deutschkonservativen Partei. 1918 beteiligte er sich an der Gründung der DNVP. Am 22. Juli 1930 trat er zur CNBL über, da er die von Alfred Hugenberg durchgesetzte Opposition der DNVP gegen die Weimarer Republik und auch dessen agrarpolitische Vorstellungen nicht vertreten wollte.

## Abgeordneter
Von 1897 an war Schiele Mitglied des Kreistages im Kreis Jerichow II, wo er seit 1907 dem Kreisausschuss angehörte.
Schiele war von 1914, als er für den Sozialdemokraten Haupt nachgewählt wurde, bis 1918 Reichstagsabgeordneter für den Wahlkreis Jerichow. Er gehörte 1919/1920 der Weimarer Nationalversammlung an und war anschließend bis 1930 erneut Reichstagsabgeordneter.

## Öffentliche Ämter
Schiele war vom 15. Januar bis zum 23. Oktober 1925 im Kabinett des parteilosen Hans Luther Reichsinnenminister. Vom 28. Januar 1927 bis zum 12. Juni 1928 war er Reichsernährungsminister im Kabinett des Zentrumspolitikers Wilhelm Marx. Im Februar 1928 legte er ein Notprogramm für die Landwirtschaft vor, mit dem die Situation der Bauern verbessert und die Versorgung der Bevölkerung gesichert werden sollte.
Vom 30. März 1930 bis zum 30. Mai 1932 hatte er unter Heinrich Brüning (Zentrum) erneut das Amt des Reichsernährungsministers inne. Auch in dieser Amtszeit organisierte er mehrere Hilfsprogramme, unter anderem die  Osthilfe für die Landwirtschaft. Ziel war vor allem die Schaffung eines stabilen Binnenmarktes mittels agrarprotektionistischer Maßnahmen.

## Schriften (Auswahl)
- Wie kann die Landwirtschaft wieder rentabel werden? Eine Rede. 1929.
- Der Schutz der Landwirtschaft. 1930.